# Johann Kühne
Johann Christoph Karl Kühne (* 10. März 1791 in Magdeburg; † 2. August 1870 in Elmen) war ein preußischer Generalmajor.

## Leben

### Herkunft
Er war der Sohn des Magdeburger Bürgers und Holzhändlers Johann Heinrich Kühne und dessen Ehefrau Dorothea Elisabeth, geborene Rulff.

### Militärkarriere
Kühne war zunächst als Kondukteur in Kassel tätig. Während der Befreiungskriege trat er am 24. November 1813 als Ingenieurgeograph beim II. Armee-Korps in die Preußische Armee ein. Während des Krieges nahm Kühne 1814/15 an den Belagerungen von Maubeuge, Landrecies, Philippeville, Rocroi und Givet sowie den Schlachten bei Laon, Paris, Ligny und Waterloo teil. Mitte März 1815 wurde er Sekondeleutnant von der Armee und zur Dienstleistung beim Ingenieurkorps kommandiert. Ein Jahr später folgte seine Versetzung in die 1. Ingenieur-Brigade und unter Beförderung zum Premierleutnant kam Kühne am 24. März 1817 zur 2. Ingenieur-Brigade nach Breslau. Dort avancierte er Ende September 1819 zum Kapitän. Daran schloss sich ab dem 20. Dezember 1820 eine Verwendung bei der 3. Ingenieur-Brigade an. Nachträglich erhielt Kühne für sein Wirken bei Waterloo am 8. April 1825 das Eiserne Kreuz II. Klasse. Vom 20. Dezember 1829 bis zum 2. Juni 1841 war er bei der 1. Ingenieur-Inspektion und Garnison-Baudirektion des I. Armee-Korps tätig. Anschließend zum Ingenieuroffizier vom Platz in Danzig ernannt, wurde Kühne am 22. März 1843 unter Belassung in dieser Stellung zum Major befördert und zum Stab des Ingenieurkorps versetzt. Er fungierte vom 26. Februar 1846 bis zum 6. Juli 1849 als Ingenieuroffizier vom Platz in Magdeburg und wurde dann zum Inspekteur der 5. Festungs-Inspektion in Koblenz ernannt. In dieser Stellung wurde Kühne am 19. April 1849 zum Oberstleutnant sowie am 22. März 1851 zum Oberst befördert. Unter Verleihung des Charakters als Generalmajor erhielt er am 20. März 1856 seinen Abschied mit der gesetzlichen Pension.
Anlässlich der Krönungsfeierlichkeiten von König Wilhelm I. wurde Kühne 1861 der Rote Adlerorden II. Klasse mit Eichenlaub verliehen.

### Familie
Kühne hatte sich am 12. Juni 1824 in Magdeburg mit Luise Friederike Wild († 1882) verheiratet. Sie war eine Tochter des Seifenfabrikanten Johann Ludwig Wild. Aus der Ehe gingen fünf Kinder hervor; darunter die Tochter Henriette Luise Klara (1827–1877), die am 16. November 1857 den späteren preußischen Generalmajor Albert Seelemann heiratete.